# Golfclub Houtrak

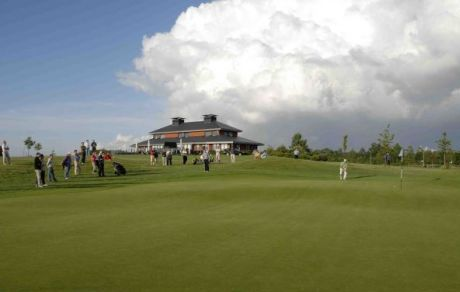
Golfbaan Houtrak

Golfclub Houtrak is een Nederlandse golfbaan in Halfweg. De baan is ontworpen door Gerard Jol.

## Beschrijving
De baan van achttien holes is in 1996 geopend in een deel van de Houtrakpolder waar voorheen landbouwgebied was. De baan wordt gekenmerkt door diverse waterpartijen die gecreëerd zijn door het hoge waterpeil te faciliteren. Hierdoor is het geen eenvoudige baan om te bespelen.
Het baanrecord voor heren staat op naam van Frank van Hoof, die in 2009 een ronde van 65 (-7) maakte tijdens het zevende toernooi van de Golf4Holland Amateur Tour.

## Activiteiten
Ter viering van het tienjarig bestaan kwam in 2006 het Nationaal Strokeplay Kampioenschap naar Houtrak, zowel voor de dames als voor de heren. Op 21 juni 2008 vond de eerste wedstrijd van de Van Lanschot Amateur Tour op Houtrak plaats.

#### Dutch Futures
In september 2007 werd een toernooi van de Challenge Tour op Houtrak gespeeld. Nederland werd hierbij vertegenwoordigd door Joost Luiten, Rolf Muntz, Robin Swane en Inder van Weerelt. Peter Whiteford won "The Dutch Futures 2007" met dertien slagen onder par, inclusief een ronde van 63. In september 2008 en 2009 werd het toernooi weer op Houtrak gespeeld. Thuisspeler Taco Remkes won het evenement in 2008 door de Deen Jeppe Huldhal in de play-off te verslaan. In 2009 won de Belg Nicolas Colsaerts. De beste Nederlander was Willem Vork, hij wist de vijftiende plek te bemachtigen.
| Jaar | Winnaar           | Land      |
| ---- | ----------------- | --------- |
| 2007 | Peter Whiteford   | Schotland |
| 2008 | Taco Remkes       | Nederland |
| 2009 | Nicolas Colsaerts | België    |

## Professionals
Er werken twee professionals op de club, Jeroen Germesen Sander van Duijn. Beiden hebben veel in het buitenland gespeeld. Germes heeft ook Nederland vertegenwoordigd in 1994 bij de Eisenhower Trophy.Sinds 2017 is Floris Vos toegetreden tot het Pro-team van Houtrak. Specialiteit van Floris is mental
coaching/training.
Houtrak is de thuisclub van Brian Adams, Sander van Duijn, Berend van Holtzhuyzen, Jan-Willem van Hoof, Frank van Hoof, Michael Kraaij, Taco Remkes, Reinier Saxton, Robin Swane, Chrisje de Vries, Jules de Vries en Ruben Wechgelaer. Saxton won in 2008 het Brits Amateur en verdiende daarmee het recht van deelname aan het Brits Open en de Masters.